# Vincent Kesteloot
Vincent Kesteloot (Antwerpen, 23 maart 1995) is een Belgisch basketballer.

## Carrière
Kesteloot maakte studeerde af op de topsportschool en maakte in 2014 zijn debuut voor Okapi Aalst. Hij speelde vier seizoenen voor Aalst en verhuisde voor het seizoen 2016/17 naar landskampioen Oostende. Bij Oostende was hij drie seizoenen actief en won met hen 3 landstitels en twee bekers. Hij vertrok op het einde van het seizoen 2018/19 naar bekerwinnaar Antwerp Giants. In Antwerpen won hij de beker in het seizoen 2019/20.
In 2021 verliet hij opnieuw Antwerpen en ging spelen voor Spirou Charleroi. In oktober 2022 tekende hij een contract bij het Duitse Academics Heidelberg nadat hij in de zomer nog meegetraind had bij Basketball Löwen Braunschweig. In januari 2024 liep hij een zware blessure op, na een operatie trainde hij een aantal maanden mee met de Antwerp Giants. Hij tekende eind december 2024 een contract bij de Litouwse eersteklasser BK Juventus Utena.

## Erelijst
- Belgisch landskampioen: 2017, 2018, 2019
- Beker van België: 2017, 2018, 2020
- Belofte van het jaar: 2014/15